# Дискографія альбомів Twice
Дискографія альбомів південнокорейської жіночої групи Twice складається з семи студійних альбомів, дванадцяти мініальбомів, одного перевиданого студійного альбому, трьох перевиданих мініальбомів, чотирьох збірок альбомів і одної збірки мініальбому. Гурт складається з дев'яти учасниць: Найон, Чоньон, Момо, Сана, Джіхьо, Міна, Дахьон, Чейон і Цзуї, та був створений компанією JYP Entertainment у липні 2015 року через реаліті-шоуSixteen.
У Південній Кореї Twice дебютували в жовтні 2015 року, випустивши свій дебютний мініальбом The Story Begins. 2016 року вийшли другий і третій мініальбоми гурту, Page Two і Twicecoaster: Lane 1. Останній став одним із найпродаваніших альбомів жіночої групи в історії альбомного чарту Gaon, з понад 475 000 проданих копій. Його перевидання, Twicecoaster: Lane 2, вийшло в лютому 2017 року, а четвертий мініальбом гурту, Signal, вийшов пізніше в травні. У жовтні їхній дебютний студійний альбом Twicetagram і його головний сингл дебютували під номером один у чартах Billboard World Albums і World Digital Song Sales, відповідно, таким чином Twice стала першою корейською жіночою групою, яка очолила обидва чарти одночасно. Згодом альбом був перевиданий під назвою Merry & Happy у грудні. Попередні три релізи стали трійкою найпродаваніших альбомів жіночої групи в 2017 році.
У квітні 2018 року група випустила свій п'ятий мініальбом What Is Love?, пізніше він був перевиданий як Summer Nights у липні. Yes or Yes, їхній шостий мініальбом, вийшов у листопаді, а перевидання під назвою The Year of "Yes" у грудні. Гурт зберіг свій статус найпродаванішої жіночої групи року. Продано понад 250 000 копій, What Is Love?, Summer Nights, Yes or Yes і The Year of «Yes» отримали платиновий сертифікат від Корейської асоціації музичного контенту (KMCA). 2019 року сьомий і восьмий мініальбоми Twice, Fancy You і Feel Special, вийшли у квітні та вересні відповідно, і згодом обидва отримали подвійну платинову сертифікацію від KMCA. 2020 року дев'ятий мініальбом гурту More & More та другий корейський студійний альбом Eyes Wide Open увійшли до чарту Billboard 200.
У 2021 році десятий мініальбом Twice, Taste of Love, посів перше місце в чарті Billboard Top Album Sales, ставши таким чином першим мініальбомом дівочого гурту з подібним досягненням. Це також був перший мініальбом жіночого гурту, який увійшов до топ-10 Billboard 200. Пізніше в тому ж році їх третій корейський студійний альбом Formula of Love: O+T=<3 приніс їм першу потрійну платинову сертифікацію від KMCA. 2022 року, після поновлення контракту Twice з JYP Entertainment, їхній одинадцятий мініальбом Between 1&2 став першим у дискографії групи, який розійшовся тиражем понад мільйон копій. 2023 року вийшов дванадцятий мініальбом, Ready to Be, який став бестселером у Південній Кореї.
У Японії Twice дебютували в червні 2017 року зі своїм першим альбомом-збіркою #Twice, отримавши свій перший платиновий сертифікат від Японської асоціації звукозаписувальних компаній (RIAJ). Перший японський студійний альбом гурту, BDZ, вийшов у 2018 році та згодом отримав платиновий сертифікат. Повторне видання альбому вийшло в грудні 2018 року. 2019 року в березні вийшов їхній другий альбом-збірка #Twice2, який отримав платиновий сертифікат RIAJ. У листопаді того ж року група випустила другий японський альбом &Twice. 2020 року вийшли повторне видання &Twice і третій альбом-збірка #Twice3. 2021 року вийшов їхній третій японський студійний альбом Perfect World. 2022 року вийшла збірка #Twice4 і студійний альбом Celebrate.
Станом на 2023 рік одинадцять альбомів Twice досягли номеру один у Південній Кореї, дев'ять очолили японський чарт Oricon Albums Chart, шість очолили Billboard Japan Hot Albums і п'ять альбомів досягли номеру один у Billboard World Albums. Twice є найпродаванішою жіночою групою в Південній Кореї, станом на 2021 рік було продано понад 7,2 мільйона копій альбомів. Станом на 2022 рік вони продали понад 14 мільйонів копій у Південній Кореї та Японії.

## Студійні альбоми
Корейські студійні альбоми позначені JYP Entertainment як «Full Album».
| Назва                                                                       | Деталі альбому | Пікові позиції у чартах | Пікові позиції у чартах | Пікові позиції у чартах | Пікові позиції у чартах | Пікові позиції у чартах | Пікові позиції у чартах | Пікові позиції у чартах | Пікові позиції у чартах | Продажі                                                   | Сертифікації        |
| Назва                                                                       | Деталі альбому | KOR                     | BEL (FL)                | CAN                     | JPN                     | JPN Hot                 | UK Dig.                 | US                      | US World                | Продажі                                                   | Сертифікації        |
| Корейські                                                                   | Корейські | Корейські               | Корейські               | Корейські               | Корейські               | Корейські               | Корейські               | Корейські               | Корейські               | Корейські                                                 | Корейські           |
| --------------------------------------------------------------------------- | --- | ----------------------- | ----------------------- | ----------------------- | ----------------------- | ----------------------- | ----------------------- | ----------------------- | ----------------------- | --------------------------------------------------------- | ------------------- |
| Twicetagram                                                                 | - Реліз: 30 жовтня 2017 - Лейбл: JYP Entertainment - Формат: CD, цифрове завантаження, стриминг                                           | 1                       | —                       | —                       | 7                       | 12                      | —                       | —                       | 1                       | - Південна Корея: 443,073 - Японія: 136,306 - США: 1,000  |                     |
| Eyes Wide Open                                                              | - Реліз: 26 жовтня 2020 - Лейбл: JYP Entertainment, Republic - Формат: CD, цифрове завантаження, стриминг                                 | 2                       | 176                     | —                       | 3                       | 10                      | 37                      | 72                      | 2                       | - Південна Корея: 642,024 - Японія: 59,988                | - KMCA: 2× Platinum |
| Formula of Love: O+T=<3                                                     | - Реліз: 12 листопада 2021 - Лейбл: JYP Entertainment, Republic - Формат: CD, цифрове завантаження, стриминг                              | 1                       | 64                      | 17                      | 2                       | 17                      | 39                      | 3                       | 1                       | - Південна Корея: 976,958 - Японія: 68,975 - США: 133,000 | - KMCA: 3× Platinum |
| Японські                                                                    | |                         |                         |                         |                         |                         |                         |                         |                         |                                                           |                     |
| BDZ                                                                         | - Реліз: 12 вересня 2018 - Перевидання: 26 грудня 2018 - Лейбл: Warner Music Japan - Формат: CD, цифрове завантаження, DVD, LP, стриминг  | —                       | —                       | —                       | 1                       | 1                       | —                       | —                       | —                       | - Японія: 360,055                                         | - RIAJ: Platinum    |
| &Twice                                                                      | - Реліз: 20 листопада 2019 - Перевидання: 5 лютого 2020 - Лейбл: Warner Music Japan - Формат: CD, цтфрове завантаження, DVD, LP, стриминг | —                       | —                       | —                       | 1                       | 1                       | —                       | —                       | —                       | - Японія: 223,954                                         | - RIAJ: Platinum    |
| Perfect World                                                               | - Реліз: 28 липня 2021 - Лейбл: Warner Music Japan - Формат: CD, цифрове завантаження, DVD, LP, стриминг                                  | —                       | —                       | —                       | 2                       | 1                       | —                       | —                       | —                       | - Японія: 85,070                                          | - RIAJ: Gold        |
| Celebrate                                                                   | - Реліз: 27 липня 2022 - Лейбл: Warner Music Japan - Формат: CD, цифрове завантаження, DVD, LP, стриминг                                  | —                       | —                       | —                       | 2                       | 2                       | —                       | —                       | —                       | - Японія: 127,393                                         | - RIAJ: Gold        |
| «—» релізи, що не потрапили у чарти або не виходили у відповідних регіонах. | |                         |                         |                         |                         |                         |                         |                         |                         |                                                           |                     |

### Перевидання студійних альбомів
| Назва         | Деталі альбому                                                                                  | Пікові позиції у чартах | Пікові позиції у чартах | Пікові позиції у чартах | Продажі                                     |
| Назва         | Деталі альбому                                                                                  | KOR                     | JPN                     | JPN Hot                 | Продажі                                     |
| ------------- | ----------------------------------------------------------------------------------------------- | ----------------------- | ----------------------- | ----------------------- | ------------------------------------------- |
| Merry & Happy | - Реліз: 11 грудня 2017 - Лейбл: JYP Entertainment - Формат: CD, цифрове завантаження, стриминг | 1                       | 8                       | 38                      | - Південна Корея: 309,372 - Японія: 136,306 |

## Мініальбоми
Позначені JYP Entertainment як «Mini Album».
| Назва                                                                       | Деталі мініальбому | Пікові позиції у чартах | Пікові позиції у чартах | Пікові позиції у чартах | Пікові позиції у чартах | Пікові позиції у чартах | Пікові позиції у чартах | Пікові позиції у чартах | Пікові позиції у чартах | Пікові позиції у чартах | Пікові позиції у чартах | Продажі                                                     | Сертифікації        |
| Назва                                                                       | Деталі мініальбому | KOR                     | AUS Dig.                | CAN                     | JPN                     | JPN Hot                 | FRA                     | SPA                     | UK Dig.                 | US                      | US World                | Продажі                                                     | Сертифікації        |
| --------------------------------------------------------------------------- | --- | ----------------------- | ----------------------- | ----------------------- | ----------------------- | ----------------------- | ----------------------- | ----------------------- | ----------------------- | ----------------------- | ----------------------- | ----------------------------------------------------------- | ------------------- |
| The Story Begins                                                            | - Реліз: 20 жовтня 2015 - Лейбл: JYP Entertainment - Формат: CD, цифрове завантаження, стриминг                               | 3                       | —                       | —                       | 43                      | —                       | —                       | —                       | —                       | —                       | 15                      | - Південна Корея: 253,418 - Японія: 47,448 - США: 4,000     |                     |
| Page Two                                                                    | - Реліз: 25 квітня 2016 - Лейбл: JYP Entertainment - Формат: CD, цифрове завантаження, стриминг                               | 2                       | —                       | —                       | 16                      | —                       | —                       | —                       | —                       | —                       | 6                       | - Південна Корея: 374,139 - Японія: 58,220                  |                     |
| Twicecoaster: Lane 1                                                        | - Реліз: 24 жовтня 2016 - Перевидання: 19 грудня 2016 - Лейбл: JYP Entertainment - Формат: CD, цифрове завантаження, стриминг | 1                       | —                       | —                       | 10                      | —                       | —                       | —                       | —                       | —                       | 3                       | - Південна Корея: 537,672 - Японія: 139,067 - США: 1,000    |                     |
| Signal                                                                      | - Реліз: 15 травня 2017 - Лейбл: JYP Entertainment - Формат: CD, цифрове завантаження, стриминг                               | 1                       | —                       | —                       | 11                      | —                       | —                       | —                       | —                       | —                       | 3                       | - Південна Корея: 445,679 - Японія: 65,331 - США: 1,000     |                     |
| What Is Love?                                                               | - Реліз: 9 квітня 2018 - Лейбл: JYP Entertainment - Формат: CD, цифрове завантаження, стриминг                                | 2                       | —                       | —                       | 2                       | 10                      | —                       | —                       | —                       | —                       | 3                       | - Південна Корея: 504,503 - Японія: 117,021                 | - KMCA: 2× Platinum |
| Yes or Yes                                                                  | - Реліз: 5 листопада 2018 - Лейбл: JYP Entertainment - Формат: CD, цифрове завантаження, стриминг                             | 1                       | —                       | —                       | 1                       | 7                       | —                       | —                       | —                       | —                       | 7                       | - Південна Корея: 472,577 - Японія: 191,710                 | - KMCA: Platinum    |
| Fancy You                                                                   | - Реліз: 22 квітня 2019 - Лейбл: JYP Entertainment - Формат: CD, цифрове завантаження, стриминг                               | 2                       | 22                      | —                       | 1                       | 11                      | —                       | 88                      | —                       | —                       | 4                       | - Південна Корея: 533,940 - Японія: 132,779 - США: 1,000    | - KMCA: 2× Platinum |
| Feel Special                                                                | - Реліз: 23 вересня 2019 - Лейбл: JYP Entertainment - Формат: CD, цифрове завантаження, стриминг                              | 1                       | —                       | —                       | 3                       | 13                      | —                       | 47                      | 42                      | —                       | 6                       | - Південна Корея: 577,960 - Японія: 106,354 - США: 1,000    | - KMCA: 2× Platinum |
| More & More                                                                 | - Реліз: 1 червня 2020 - Лейбл: JYP Entertainment, Republic - Формат: CD, цифрове завантаження, стриминг                      | 1                       | —                       | —                       | 1                       | 3                       | —                       | —                       | 25                      | 200                     | 2                       | - Південна Корея: 675,605 - Японія: 124,187                 | - KMCA: 2× Platinum |
| Taste of Love                                                               | - Реліз: 11 червня 2021 - Лейбл: JYP Entertainment, Republic - Формат: CD, цифрове завантаження, стриминг                     | 2                       | —                       | 38                      | 2                       | 15                      | —                       | —                       | 23                      | 6                       | 1                       | - Південна Корея: 686,877 - Японія: 61,760 - США: 54,000    | - KMCA: 2× Platinum |
| Between 1&2                                                                 | - Реліз: 26 серпня 2022 - Лейбл: JYP Entertainment, Republic - Формат: CD, цифрове завантаження, стриминг                     | 2                       | —                       | 40                      | 2                       | —                       | —                       | 10                      | 23                      | 3                       | 1                       | - Південна Корея: 1,156,084 - Японія: 54,244 - США: 199,000 | - KMCA: Million     |
| Ready to Be                                                                 | - Реліз: 10 березня 2023 - Лейбл: JYP Entertainment, Republic - Формат: CD, цифрове завантаження, LP, стриминг                | 1                       | —                       | 11                      | 3                       | 15                      | 15                      | —                       | 17                      | 2                       | 1                       | - Південна Корея: 1,688,387 - Японія: 59,128 - США: 230,000 | - KMCA: Million     |
| With You-th                                                                 | - Реліз: 23 лютого 2024 - Лейбл: JYP Entertainment, Republic - Формат: CD, цифрове завантаження, LP, стримінг                 | 2                       | —                       | —                       | —                       | 11                      | —                       | —                       | —                       | —                       | —                       | - Південна Корея: 1,171,571 - Японія: 31,648 - США: 90,000  |                     |
| «—» релізи, що не потрапили у чарти або не виходили у відповідних регіонах. | |                         |                         |                         |                         |                         |                         |                         |                         |                         |                         |                                                             |                     |

### Перевидання мініальбомів
Позначені JYP Entertainment як «Special Album».
| Назва                                                                       | Деталі                                                                                          | Пікові позиції у чартах | Пікові позиції у чартах | Пікові позиції у чартах | Пікові позиції у чартах | Продажі                                     | Сертифікації        |
| Назва                                                                       | Деталі                                                                                          | KOR                     | JPN                     | JPN Hot                 | US World                | Продажі                                     | Сертифікації        |
| --------------------------------------------------------------------------- | ----------------------------------------------------------------------------------------------- | ----------------------- | ----------------------- | ----------------------- | ----------------------- | ------------------------------------------- | ------------------- |
| Twicecoaster: Lane 2                                                        | - Реліз: 20 лютого 2017 - Лейбл: JYP Entertainment - Формат: CD, цифрове завантаження, стриминг | 1                       | 13                      | —                       | 4                       | - Південна Корея: 407,014 - Японія: 139,067 |                     |
| Summer Nights                                                               | - Реліз: 9 липня 2018 - Лейбл: JYP Entertainment - Формат: CD, цифрове завантаження, стриминг   | 1                       | 4                       | 14                      | 4                       | - Південна Корея: 474,194 - Японія: 106,673 | - KMCA: 2× Platinum |
| The Year of "Yes"                                                           | - Реліз: 12 грудня 2018 - Лейбл: JYP Entertainment - Формат: CD, цифрове завантаження, стриминг | 2                       | 3                       | 72                      | —                       | - Південна Корея: 242,775 - Японія: 186,392 | - KMCA: Platinum    |
| «—» релізи, що не потрапили у чарти або не виходили у відповідних регіонах. |                                                                                                 |                         |                         |                         |                         |                                             |                     |

## Зібрки

### Зібрки
Позначені Warner Music Japan як «Best Album».
| Назва                                                                       | Деталі | Пікові позиції у чартах | Пікові позиції у чартах | Пікові позиції у чартах | Продажі                                          | Сертифікації     |
| Назва                                                                       | Деталі | JPN                     | JPN Hot                 | NZ Heat.                | Продажі                                          | Сертифікації     |
| --------------------------------------------------------------------------- | --- | ----------------------- | ----------------------- | ----------------------- | ------------------------------------------------ | ---------------- |
| #Twice                                                                      | - Реліз: 28 червня 2017 - Лейбл: Warner Music Japan - Формат: CD, цифрове завантаження, DVD, LP, стриминг  | 2                       | 2                       | 8                       | - Японія: 329,293 (Фіз.) - Японія: 27,645 (Dig.) | - RIAJ: Platinum |
| #Twice2                                                                     | - Реліз: 6 березня 2019 - Лейбл: Warner Music Japan - Формат: CD, завантаження, DVD, LP, стриминг          | 1                       | 1                       | Н/Д                     | - Японія: 315,453 (Фіз.) - Японія: 8,364 (Циф.)  | - RIAJ: Platinum |
| #Twice3                                                                     | - Реліз: 16 вересня 2020 - Лейбл: Warner Music Japan - Формат: CD, цифрове завантаження, DVD, LP, стриминг | 1                       | 1                       | Н/Д                     | - Японія: 145,047 (Фіз.) - Японія: 2,278 (Циф.)  | - RIAJ: Gold     |
| #Twice4                                                                     | - Реліз: 16 березня 2022 - Лейбл: Warner Music Japan - Формат: CD, цифрове завантаження, DVD, LP, стриминг | 1                       | 1                       | Н/Д                     | - Японія: 85,558 (Фіз.) - Японія: 1,945 (Циф.)   | - RIAJ: Gold     |
| «—» релізи, що не потрапили у чарти або не виходили у відповідних регіонах. | |                         |                         |                         |                                                  |                  |

### Збірки мініальбомів
| Назва         | Деталі                                                                                       | Пікові позиції у чартах |
| Назва         | Деталі                                                                                       | JPN Hot                 |
| ------------- | -------------------------------------------------------------------------------------------- | ----------------------- |
| What's Twice? | - Реліз: 22 лютого 2017 - Лейбл: Warner Music Japan - Формат: цифрове завантаження, стриминг | 16                      |

## Ремікс-альбоми
| Назва       | Деталі |
| ----------- | --- |
| The Remixes | - Запланований: 22 листопада 2023 - Лейбл: JYP Entertainment, Republic - Формат: цифрове завантаження, стриминг |

## Нотатки
1. 1 2  Japan physical and digital sales figures for Twicetagram and Merry & Happy as of May 2020. The sales for both releases are combined.[17]
2. ↑  The sales for Twicetagram and Merry & Happy are combined in Japan. Following the release of the reissue, Twicetagram re-entered Oricon Albums Chart at number 8[33].
3. 1 2  Japan sales figures for Twicecoaster: Lane 1 and Twicecoaster: Lane 2 as of May 2020. The sales for both releases are combined[48].
4. 1 2  Japan physical and digital sales figures for Yes or Yes and The Year of "Yes" as of May 2020. The sales for both releases are combined[57].
5. ↑  The sales for Twicecoaster: Lane 1 and Twicecoaster: Lane 2 are combined in Japan. Following the release of Twicecoaster: Lane 2, Twicecoaster: Lane 1 re-entered Oricon Albums Chart at number 13[78].
6. ↑  The sales for Yes or Yes and The Year of "Yes" are combined in Japan. Following the release of the reissue, Yes or Yes re-entered Oricon Albums Chart at number 3[82].
7. ↑  The digital and streaming version of #Twice was released in EP format, only containing Japanese-language tracks[87].
8. ↑  The digital and streaming version of #Twice2 was released in EP format, only containing Japanese-language tracks[90].
9. ↑  The digital and streaming version of #Twice3 was released in EP format, only containing Japanese-language tracks[93].
10. ↑  The digital and streaming version of #Twice4 was released in EP format, only containing Japanese-language tracks[96].